# Ahmad al-Lauzi
Ahmad al-Lauzi, arab. ‏أحمد اللوزي‎ (ur. 1925 w Al-Dżubajsze, zm. 18 listopada 2014) – jordański polityk, premier Jordanii od listopada 1971 do maja 1973.

## Życiorys
Ukończył wyższe studia w szkole nauczycielskiej w Bagdadzie w 1950, w dziedzinie literatury. Pracował następnie przez trzy  w zawodzie w szkołach średnich w Salcie i w Ammanie. Następnie w latach 50. XX wieku został zatrudniony w administracji publicznej, do 1961 na dworze królewskim (od 1956 jako szef protokołu na dworze) oraz w jordańskim ministerstwie sprawiedliwości. W 1961 został wybrany deputowanym do jordańskiego parlamentu, rok później uzyskał reelekcję. W 1964 wszedł do rządu jako minister bez teki, natomiast w 1967 był ministrem ds. miast. W 1970 objął stanowisko ministra finansów.
29 listopada 1971 król Husajn mianował go premierem Jordanii po zamordowaniu Wasfiego at-Talla. Wpływ al-Lauziego na politykę kraju był ograniczony, po kryzysie politycznym w Jordanii w latach 1967-1970 król Husajn skupił w swoich rękach władzę autorytarną. Al-Lauzi odszedł z urzędu na własną prośbę w maju 1973 z powodu złego stanu zdrowia, nowym premierem został Zajd ar-Rifa’i. Od 1978 do 1979 przewodniczył Narodowej Radzie Konsultacyjnej. Od 1979 do 1984 był przewodniczącym Sądu Królewskiego, a następnie przez trzynaście lat - przewodniczącym Senatu.
Zmarł w 2014.